# Klaus Weigelt

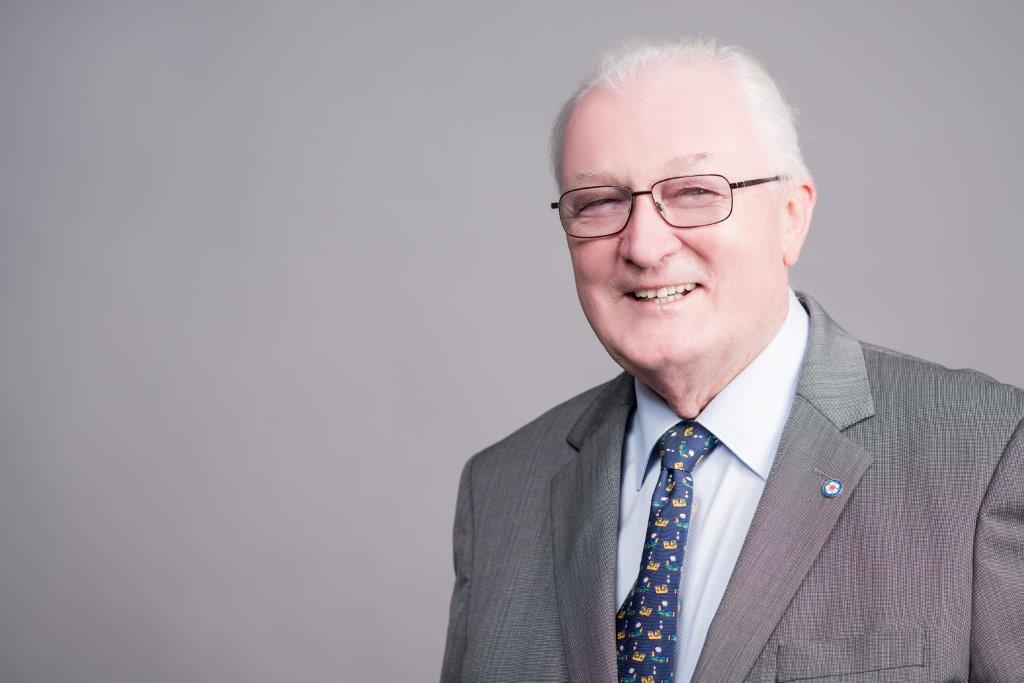
Klaus Weigelt (2014)

Klaus Weigelt (* 14. Mai 1941 in Königsberg (Preußen)) ist ein deutscher Akademiker, der sich einem umfangreichen europäischen Kulturengagement widmet. Seit 2010 ist er Präsident der Stiftung Deutsche Kultur im östlichen Europa – OKR.

## Leben
Als Sohn eines schlesischen Vaters und einer ostpreußischen Mutter wuchs Klaus Weigelt nach kriegs- und nachkriegsbedingten Aufenthalten in Thüringen, Hessen, Niedersachsen und Schleswig-Holstein in Hamburg auf. 1961 bestand er das Abitur am Hansa-Gymnasium Bergedorf (humanistischer Zweig). Danach diente er bis 1964 in der Bundeswehr. Er ist Oberleutnant der Reserve.
An der Eberhard Karls Universität Tübingen und der Albert-Ludwigs-Universität Freiburg studierte Weigelt Evangelische Theologie, Pädagogik, Wirtschaftswissenschaft und Soziologie. Seit 1968 Stipendiat der Konrad-Adenauer-Stiftung (KAS) und seit 1971 Diplom-Volkswirt, wurde er Leiter des Wirtschaftspolitischen Seminars in Schloss Eichholz. Der KAS blieb er in seinem gesamten Berufsleben verbunden, zunächst als Seminarleiter, dann als Studienleiter (1971–1975), nach seinem ersten Auslandsaufenthalt als Akademieleiter (1981–1992). Er verstand es, weite Kreise für die umfassende Problematik „Heimat und Nation“ und die Länderinitiativen im Bereich Ostdeutsche Kultur zu interessieren. Für die Mitarbeit gewann er Bruno Heck, Helmut Kohl, Norbert Lammert, Wolfgang Schäuble, Kurt Biedenkopf, Gerhard Stoltenberg, Elisabeth Noelle-Neumann, Manfred Wörner, Erwin K. Scheuch, Michael Stürmer,  Hans-Peter Schwarz und  Bernhard Vogel, die Bundestagsabgeordneten Dorothee Wilms, Alois Mertes und Herbert Hupka sowie Wladislaw Bartoszewski und Rocco Buttiglione. Weigelt begründete 1982 die literarische Arbeit der KAS mit Autorenlesungen, zu denen Lew Kopelew, Walter Kempowski, Arno Surminski, Hilde Domin, Christine Brückner, Erich Loest, Heinrich Böll und andere eingeladen wurden. Unterstützt wurde er dabei von der Kölner Literaturwissenschaftlerin Birgit Lermen und dem Publizisten Jörg-Bernhard Bilke.
Für die KAS war Weigelt Landesbeauftragter in Venezuela und Leiter des Europabüros in Brüssel. Die KAS übertrug ihm die Zuständigkeit für den Internationalen Bereich Europa, Japan und USA sowie die Leitung des Vorstands- und Kommunikationsbereichs. Von 2002 bis 2006 leitete er die Außenstelle in Budapest. Für den Ruhestand zog er nach Regensburg. Er verehrt Ernst Wiechert. Ein Schwerpunkt seiner Arbeit ist die in Jahrhunderten gewachsene und durch die Totalitarismen des 20. Jahrhunderts zerstörte Symbiose von deutscher und jüdischer Kultur im östlichen Europa. Er ist oft im ehemaligen Ostpreußen und in den seit 2004 zur Europäischen Union gehörenden Staaten Mittel- und Osteuropas. Er legt besonderen Wert auf die Umsetzung dessen, was die Bundesregierung in ihrem Bericht vom 23. Dezember 2009 zur Sprache bringt. Die Konzeption 2016 zur Kulturarbeit nach § 96 BVFG holt für ihn nach und zurück, was jene von 2000 verschüttet hat.

## Ehrenämter
- Vorsitzender der Stadtgemeinschaft Königsberg (seit 1983)
- Begründer und Stv. Vorsitzender der Internationalen Ernst-Wiechert-Gesellschaft (1989)
- Vorsitzender der Stiftung Königsberg im Stifterverband für die Deutsche Wissenschaft
- Mitglied der Ostpreußischen Landesvertretung
- Mitglied des Ostpreußischen Jagd- und Landesmuseum e. V.
- Mitglied des Vereins der Freunde und Förderer des Museums Stadt Königsberg
- Präsident der Stiftung Deutsche Kultur im östlichen Europa – OKR (seit 8. November 2010)

## Schriften
- Heimat und Nation. Zur Geschichte und Identität der Deutschen. Mainz 1984.
- Werte, Leitbilder, Tugenden. Zur Erneuerung politischer Kultur. Mainz 1985.
- Heimat, Tradition, Geschichtsbewusstsein. Mainz 1986.
- mit Helmut Motekat und Guido Reiner: Der Dichter und die Zeit. Verantwortete Zeitgenossenschaft. Ernst Wiechert. Vorträge und Beiträge der Politischen Akademie der Konrad-Adenauer-Stiftung, Heft 6, 1987.
- Patriotismus in Europa. Festgabe für Professor Dr. Bruno Heck zum 70. Geburtstag. Bonn 1988.
- mit Guido Reiner: Ernst Wiechert heute. Frankfurt 1993.
- mit Luise Drüke: Fluchtziel Europa. Strategien für eine neue Flüchtlingspolitik. Bonn 1993.
- mit Hans-Martin Pleßke: Zuspruch und Tröstung. Frankfurt am Main 1999.
- Flucht und Vertreibung in der Nachkriegsliteratur (Forschungsbericht der KAS 51/1986)
- mit Leonore Krenzlin: Ernst Wiechert im Gespräch : Begegnungen und Einblicke in sein Werk. Verlag Walter de Gruyter 2010.
- mit Frank Spengler: Ungarndeutsche als Brückenbauer in Europa. Budapest 2014.
- Im Schatten Europas. Ostdeutsche Kultur zwischen Duldung und Vergessen. Westkreuz-Verlag 2019, ISBN 978-3-944836-48-5.
- mit Gerlind Weigelt: Dennoch bleibe ich stets bei dir. Im Schönen Ruhe finden. Gesellschaft für Innere und Äußere Mission Abt. Freimund-Verlag 2019, ISBN 978-3946083344.
- Schweigen und Sprache [über Ernst Wiechert]. Quintus-Verlag, Berlin 2020.
- 40 Jahre für die Stadtgemeinschaft Königsberg (Pr), 1981 bis 2021. Stadtgemeinschaft Königsberg, Duisburg 2021.

## Periodika
- Königsberger Bürgerbrief (halbjährlich)
- Confessio Augustana. Das lutherische Magazin für Religion, Gesellschaft und Kultur (vierteljährlich)
- Kulturpolitische Korrespondenz des OKR (monatlich)

## Ehrungen
- Hamburgische Dankmedaille (Sturmflut 1962)
- Bundesverdienstkreuz am Bande (1994)
- Kronenorden (Belgien), Offizier (2000)
- Bundesverdienstkreuz 1. Klasse (2011)